# Das Paradies (Band)
Das Paradies ist das 2017 gestartete Soloprojekt des Leipziger Musikers Florian Sievers (geb. 1983 in Halle/Saale), das dieser parallel zur seit 2010 aktiven Band Talking to Turtles betreibt. Bislang wurden zwei Langspiel-Alben beim Label Grönland Records veröffentlicht (Goldene Zukunft, 2018 und Transit, 2022), sowie diverse Singles und EPs bei verschiedenen Independent-Labels. Sievers ist außerdem als Theatermusiker, Produzent und zusammen mit Albrecht Schrader als Labelinhaber von Krokant tätig.

## Diskografie

### Alben
- 2018: Goldene Zukunft (Grönland Records)
- 2022: Transit (Grönland Records)

### EPs und Singles
- 2017: Goldene Zukunft (Staatsakt)
- 2018: Die Giraffe streckt sich (Grönland Records)
- 2020: Sammlung 1 / Pause an der Kurve in Vektoria (Grönland Records)
- 2024: Sammlung 1 / Pause an der Kurve in Vektoria & Sammlung 2 / Soft Floor (Krokant)